# Close to Paradise
Close to Paradise — второй студийный альбом канадского инди-рок-певца и автора песен Патрика Уотсона, изданный 27 марта 2007 года на лейбле Secret City Records. Альбом получил положительные отзывы музыкальной критики и интернет-изданий, а также золотую сертификацию в Канаде. 24 сентября 2007 года альбом получил премию Polaris Music Prize, выйдя в финал вместе с такими альбомами, как Neon Bible (Arcade Fire), Ashtray Rock (Joel Plaskett Emergency), Woke Myself Up (Julie Doiron) и The Reminder (Feist).

## Отзывы
| Оценки критиков | Оценки критиков |
| Источник        | Оценка          |
| --------------- | --------------- |
| Allmusic        | [ 2 ]           |
| Bande à part    | (8.4/10)        |
| Canoë           | [ 4 ]           |
| CHART           | (favourable)    |
| Pitchfork Media | (5.2/10)        |
| Rockfeedback    | [ 7 ]           |
| Yahoo Music UK  | [ 8 ]           |
| Q               | [ 9 ]           |

Альбом получил положительные отзывы музыкальной критики и интернет-изданий.
24 сентября 2007 года альбом получил премию Polaris Music Prize, выйдя в финал вместе с такими альбомами, как Neon Bible (Arcade Fire), Ashtray Rock (Joel Plaskett Emergency), Woke Myself Up (Julie Doiron) и The Reminder (Feist).
Мариса Браун из AllMusic отметил в рецензии, что «…хотя Close to Paradise — это чистый инди-поп, эти другие влияния часто проявляются в альбоме. Уотсон и его группа пишут пышные, бесплотные, космические мелодии, которые перерастают в симфонии в стиле Джеффа Бакли или расслабляются в размеренные риффы в стиле shoegazer». И закончил таким сранвением: «На самом деле, „Close to Paradise“ больше всего напоминает саундтрек к фильму, начиная с циркового вампиризма „Weight of the World“ и заканчивая мерцанием „Daydreamer“ в стиле Питера Пэна, который сопровождает историю какого-то путешественника с опущенными плечами, идущего или плывущего по равнине. Захватывающе, если не сказать больше».

## Список композиций
1. «Close to Paradise»
2. «Daydreamer»
3. «Slip Into Your Skin»
4. «Giver»
5. «Weight of the World»
6. «The Storm»
7. «Mr. Tom»
8. «Luscious Life»
9. «Drifters»
10. «Man Under the Sea»
11. «The Great Escape»
12. «Sleeping Beauty»
13. «Bright Shiny Lights»

## Сертификации
| Регион                                                      | Сертификация | Продажи |
| ----------------------------------------------------------- | ------------ | ------- |
| Канада (Music Canada)                                       | Золотой      | 50 000^ |
| ^ Данные о тиражах приведены только на основе сертификации. |              |         |